# الکساندر سروف (دوچرخه‌سوار)
الکساندر سروف (روسی: Алекса́ндр Серге́евич Серо́в؛ زادهٔ ۱۲ نوامبر ۱۹۸۲) دوچرخه‌سوار اهل روسیه است.
از باشگاه‌هایی که در آن بازی کرده‌است می‌توان به گازپروم-روس‌ولو و تیم کاتیوشا–آلپتسین اشاره کرد.
وی در مسابقات کشوری و بین‌المللی در مجموع برندهٔ ۱ مدال طلا، ۳ مدال نقره شده‌است.